# Volley Bellinzone
Le Volley Bellinzone est un club suisse de volley-ball fondé en 1976 et basé à Bellinzone. Il évolue au plus haut niveau national (Ligue Nationale A, LNA).

## Palmarès
- Championnat de Suisse : 1960, 1961, 1962, 1963
- Coupe de Suisse : 1962, 1971

## Effectif de la saison en cours
Entraîneur : Roberto Leporati | Italie
| Numéro | Nom                     | Taille | Nationalité |  |
| 10     | Shirley LYNCH           | 1,85   | Suisse      |  |
| 5      | Monica RAO              | 1,75   |             |  |
| 6      | Valentina BIANCHINI     | 1,75   | Suisse      |  |
| 7      | Federica MAI            | 1,80   | Suisse      |  |
| 9      | Valentina BEVILACQUA    | 1,72   | Suisse      |  |
| 4      | Paula Cristina FERREIRA | 1,77   | Brésil      |  |
| 8      | Nayara SUDARIO DA CRUZ  | 1,84   | Brésil      |  |
| 12     | Tatiana Menchova        | 1,86   | Italie      |  |
| 2      | Kenya CORREA DA SILVA   | 1,80   | Brésil      |  |
| 1      | Micaela Ivonne VOGEL    | 1,88   | Argentine   |  |
| 13     | Alessia Gnarini         | 1,70   | Italie      |  |